# スカーレット白書
『スカーレット白書』（スカーレットはくしょ）は、日本の女性歌手堀ちえみの11枚目のアルバムである。1987年4月5日にキャニオン・レコードから発売された。
1987年の堀ちえみ引退前の最後のオリジナルアルバムである。小室哲哉が提供したシングル「愛を今信じていたい」と、そのB面で堀自身が作詞した「Faraway」も収録されている。「紅（スカーレット）白書」「Lazy Moon」「Smile」は、2007年にデビュー25周年のライブハウス公演でも選曲された。

## 収録曲
1. 紅（スカーレット）白書
  - 作詞：サエキけんぞう、作曲：中崎英也、編曲：奥慶一
2. 恋
  - 作詞：松井五郎、作曲：国安わたる、編曲：奥慶一
3. Lazy Moon
  - 作詞：麻生圭子、作曲：梅垣達志、編曲：奥慶一
4. 狙撃手のカイエ
  - 作詞：高柳恋、作曲：沖山優司、編曲：奥慶一
5. アリスの眠り
  - 作詞：高柳恋、作曲：松田良、編曲：後藤次利
6. Smile
  - 作詞：松井五郎、作曲・編曲：町支寛二
7. 禁じられた瞳
  - 作詞：松井五郎、作曲：梅垣達志、編曲：町支寛二
8. 愛を今信じていたい
  - 作詞：秋元康、作曲：小室哲哉、編曲：武部聡志
9. ファースト・フィナーレ
  - 作詞：松井五郎、作曲：天野音彦、編曲：奥慶一
10. Faraway
  - 作詞：Chiemi、作曲：小室哲哉、編曲：武部聡志

「愛を今信じていたい」のB面曲。